# Räddningsstation Nynäshamn (sjöräddning)
Räddningsstation Nynäshamn är en av Sjöräddningssällskapets räddningsstationer. Den ligger i hamnen i Nynäshamn, norr om färjelägena, och har ett trettiotal frivilliga sjöräddare.
Räddningsstationen inrättades 2006.
Stationens första båt, Rescue Don Carlos Wallenius, var en man-över-bord-båt som Walleniusrederierna skänkt till Sjöräddningssällskapet. Båten var dock mindre lämpad för räddningsuppdrag i den öppna skärgården och användes främst för utbildning och övning. Man påbörjade snart en insamling för en ny båt. Våren 2007 fick man en andra båt, en ribbåt som döptes till Rescue Nynäs. På hösten 2007 fick räddningsstationen en räddningsbåten av Victoriaklass Rescue Marc Wallenberg Jr. Ribbåten lämnades vidare till Räddningsstation Härnösand. Därefter kom den till Räddningsstation Holmsund..

## Räddningsfarkoster
- 12-22 Rescue Marc Wallenberg Jr, ett 11,8 meter lång täckt räddningsfartyg av Victoriaklass, byggt 2007
- 8-28 Rescue Vava, en 8,4 meter lång räddningsbåt av Gunnel Larssonklass, byggd 2012
- Rescuerunner 3-74, tillverkad 2021
- Miljöräddningssläp Nynäshamn, byggt av Marine Alutech

## Tidigare räddningsfarkoster
- 3-36 Rescuerunner Rotaryrunner

## Bildgalleri

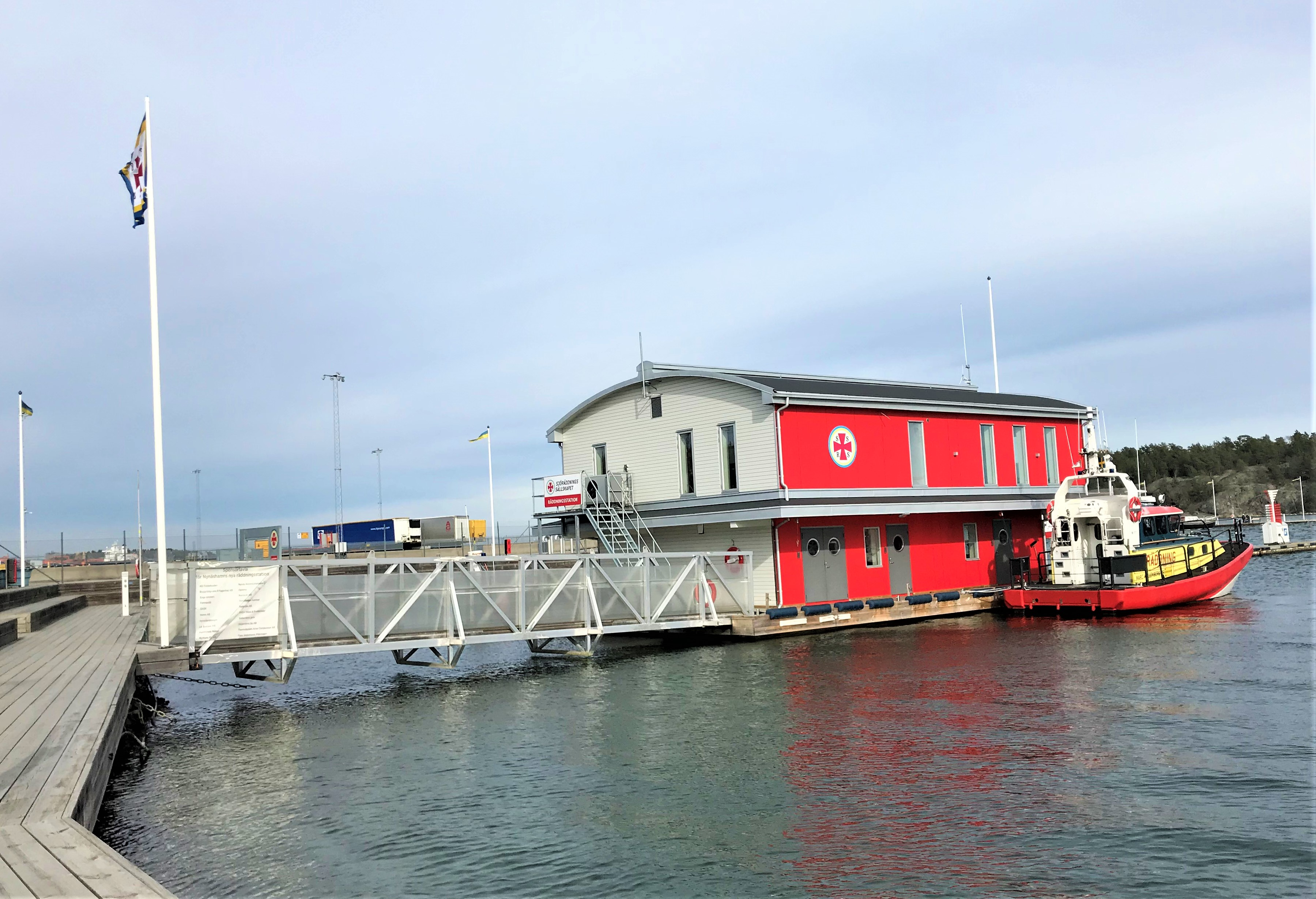
Räddningsstation Nynäshamn
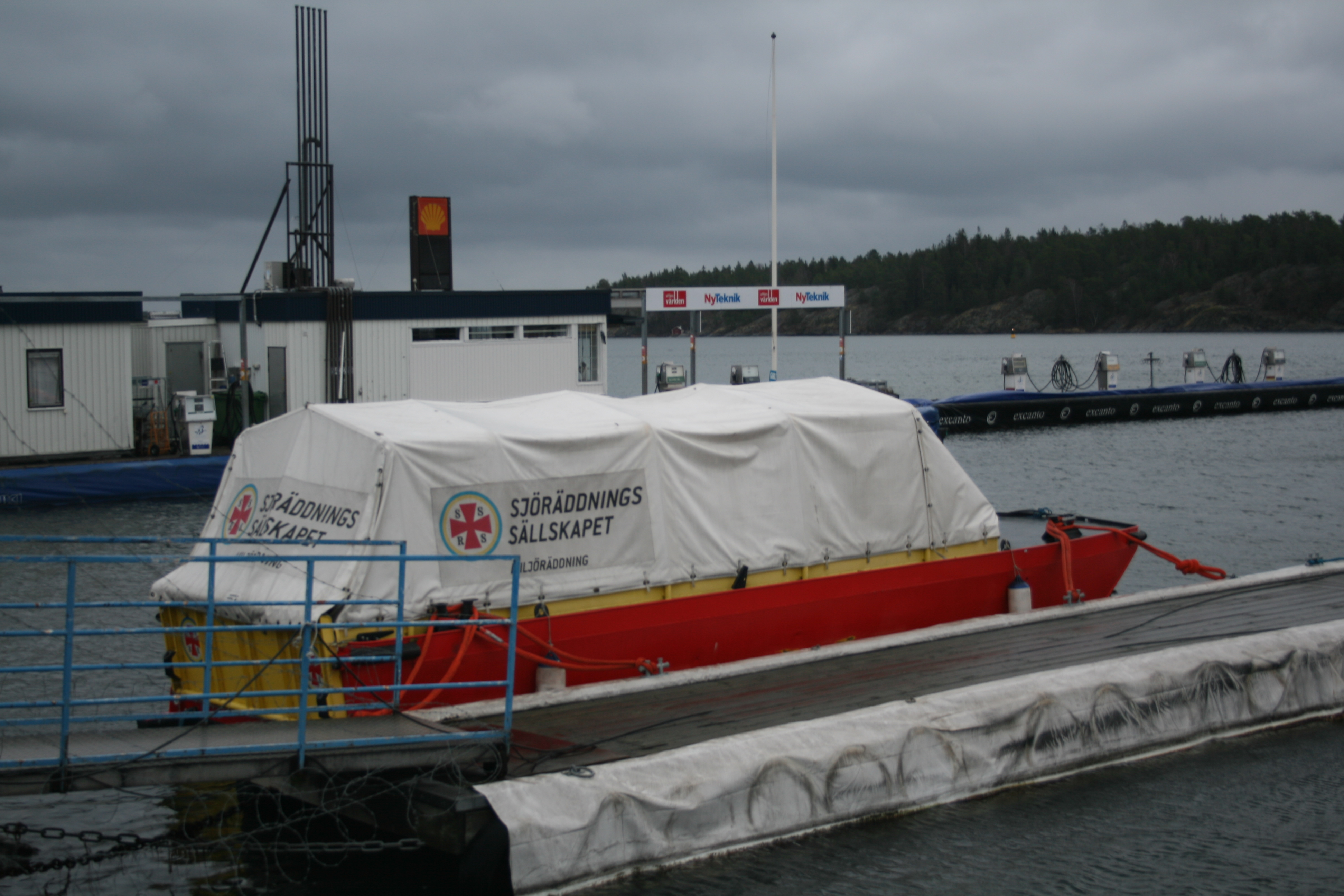
Miljövårdssläp Nynäshamn